# Granatådergnejs

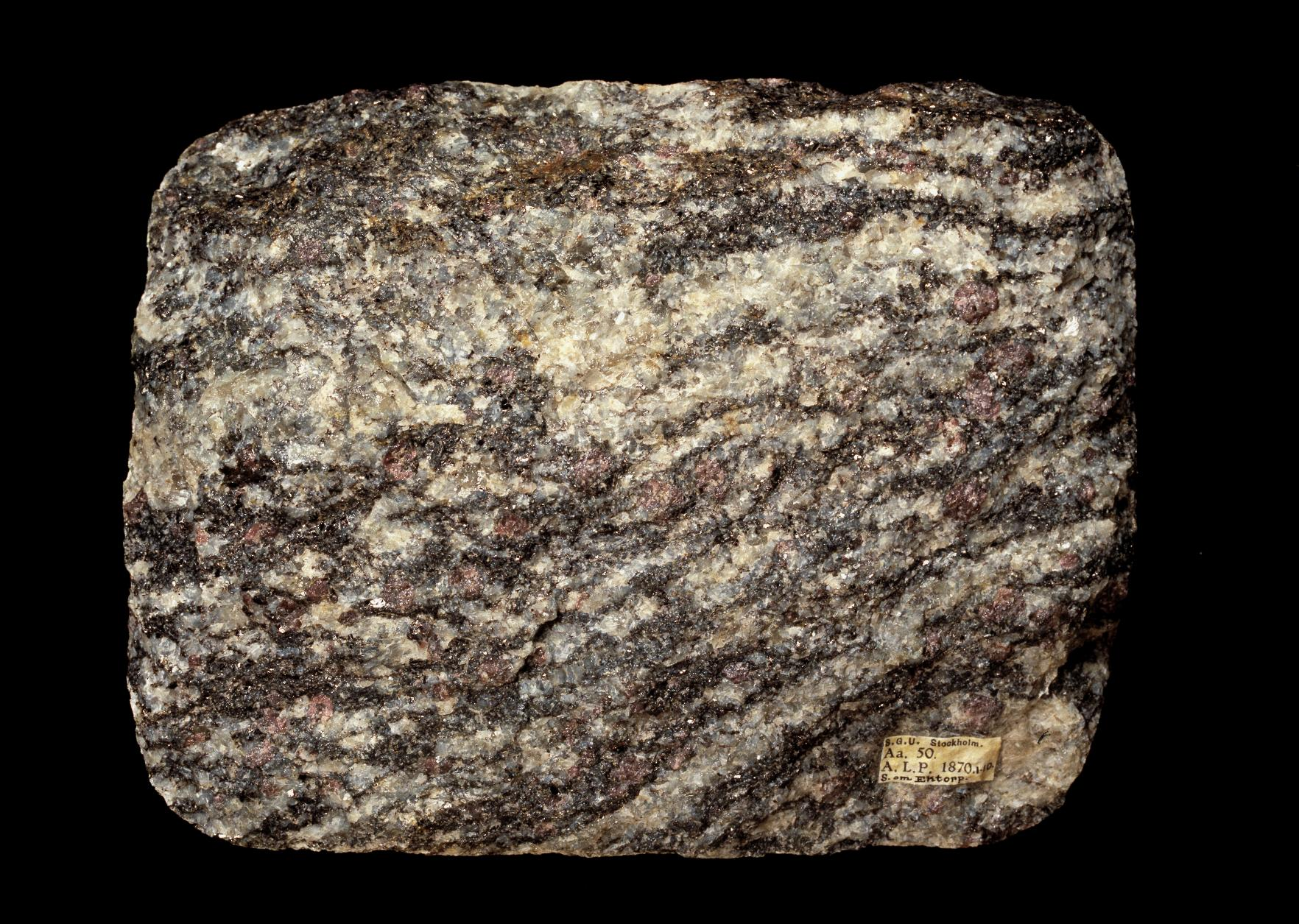
Granatådergnejs.

Granatådergnejs är en bergartstyp som bildades då äldre bergarter deformerades och omvandlades, när berggrunden för cirka två miljarder år sedan utsattes för en bergskedjeveckning. 
Grundfärgen är grå, med upp till 5 centimeter stora, röda granater av almandin, vita, nålformade kristaller av sillimanit och blå korn av kordierit.
Granatådergnejs är Södermanlands landskapssten.
Bergarten bildades av skiffer genom att denna omvandlades, bland annat genom veckning, på stora djup under hög temperatur för 1 850 till 1 900 miljoner år sedan. Skiffern skapades i sin tur för ungefär två miljarder år sedan genom att lera, sand och organiskt material sedimenterade.